# Poručenství
Poručenství je jeden ze statusových právních režimů náhradní rodinné péče, který se uplatní, pokud rodiče nezletilého dítěte (poručence) nehájí jeho zájmy a nespravují jeho záležitosti, resp. pokud nevykonávají plně svou rodičovskou odpovědnost. Teprve nemůže-li o dítě osobně pečovat i poručník, přichází do úvahy pěstounství.
Poručenství je v českém právu upraveno v § 928–942 občanského zákoníku.

## Historický vývoj
Poručenství se objevilo už v právu římském (tutela), šlo buď o poručenství nad nedospělci (tutela impuberum), nebo nad ženami (tutela mulierium). Chápáno bylo jako zvláštní veřejný úřad, který nemohl vykonávat každý a převzetí poručenství bylo občanskou povinností. Tutor, který zastupoval otce rodiny (pater familias), se staral především o jmění nedospělce, jeho výchova byla stále svěřena matce, příp. dalším příbuzným. Poručníků mohlo být i více, ačkoli pravidlem byl jen jeden, a rozlišovalo se, jakým způsobem úřadu nabyli. Buď mohli být povoláni závětí (tutor testamentarius), pak zákonem, což byli nejbližší pokrevní příbuzní (tutor legitimus), anebo nakonec úředním rozhodnutím (tutor dativus či atiliánský poručník podle Atiliova zákona). Poručenec byl před jednáním poručníka chráněn zvláštní žalobou (actio tutelae directa), kterou mohl uplatnit po skončení poručnictví a domoci se jí všeho, co tutor po dobu správy nabyl a také náhrady případné škody. Naproti tomu poručník disponoval actio tutelae contraria k vymožení nákladů správy. Poručenství nad ženami zavedl z důvodu jejich předpokládané lehkovážnosti již zákon dvanácti desek, a to pro případ, kdyby nepodléhaly moci otce, resp. manžela (pouze kněžky bohyně Vesty mohly žít samostatně). V průběhu času však ženy nabývaly stále větší samostatnosti, až za císaře Claudia bylo toto poručenství zrušeno.
V moderním právu se poručenství začalo orientovat zvláště na výchovu nezletilého dítěte. Obecný zákoník občanský v ustanoveních § 187–268 určoval, že poručník musí nezletilce vést k „počestnosti, bázni boží a ctnosti“, vychovat z něj řádného občana, zastupovat ho před úřady a řádně spravovat jeho jmění. Ať již byl určen závětí, zákonem či na základě rozhodnutí, vždy se zodpovídal poručenskému soudu, který jediný jej mohl do výkonu funkce uvést. Kromě osobního poručenství zákon znal i poručenství ústavní, kde funkce poručníka vykonával přednosta daného ústavu. Poručnicí také mohla být nově žena, ale v takovém případě měl být jmenován navíc mužský spoluporučník. Nezletilec sice mohl právně jednat v běžných věcech, ale např. k uzavření manželství už potřeboval souhlas poručníka. Na druhou stranu poručník byl poměrně omezen ve správně poručencova jmění, to muselo být sepsáno, nepotřebné věci prodány, peníze uloženy a cenné věci odevzdány do úschovy soudu, který také dával poručníkovi souhlas ke zcizení nemovitostí a k jiným důležitým jednáním. Za to mu mohl poručenský soud schválit přiměřenou roční odměnu. Vládním nařízením č. 334/1938 Sb. bylo pro případy, kdy nebyly jiné vhodné osoby, zavedeno poručenství hromadné, které vykonávala okresní péče o mládež, okres nebo obec. Jejich úkolem pak bylo pověřovat, především z řad činovníků dobrovolných sdružení péče o mládež, výkonem poručenství veřejné poručníky.
Zákon o právu rodinném z roku 1949 už obsahoval poměrně stručnější úpravu (§ 78–90). Ustanovení poručníka zákon omezoval na případy osiření nebo zbavení rodičovské moci, vybrána měla být nicméně zásadně osoba, kterou označili rodiče, případně měla být vybrána přednostně z osob nezletilci blízkých. Když nebyla taková vhodná osoba zjištěna (přijetí poručenství byla čestná povinnost, soud přijal omluvu jen z důležitých důvodů), byl pověřován okresní národní výbor a jeho jménem opět jednal veřejný poručník. Základem činnosti poručníka byla výchova a osobní péče o nezletilého, všechny důležitější úkony ovšem musel schválit soud, jemuž se také podávaly pravidelné zprávy a vyúčtování. V roce 1963 na tuto úpravu zákon o rodině nenavázal, institut poručenství byl zrušen a podobné funkce vykonával opatrovník. Tato diskontinuita byla překonána až novelou zákona o rodině z roku 1998, která v jeho ustanoveních § 78–82 poručenství obnovila. V zásadě plně navázalo na předchozí právní úpravu, hromadné poručenství ovšem začal vykonávat orgán sociálně-právní ochrany dětí, který navíc mohl do ustanovení poručníka činit neodkladné úkony v zájmu dítěte. Novinkou také bylo, že poručníky mohli být ustanoveni i manželé.

## Jmenování poručníka
Důvodem pro jmenování poručníka je stav, kdy žádný z rodičů nemůže plně vykonávat svou rodičovskou odpovědnost. Jestliže alespoň jeden z rodičů má rodičovskou odpovědnost v plném rozsahu, poručníka nelze ustanovit. Kromě případů, kdy rodiče zemřeli, byli prohlášeni za mrtvé, nejsou známi (např. u dětí, které byly odloženy do babyboxu) či jsou sami nezletilí, jde zejména o případy, kdy byli oba rodiče soudně zcela zbaveni rodičovské zodpovědnosti nebo jim byl její výkon pozastaven, případně byli ve vztahu k ní omezeni ve svéprávnosti. Také pokud dali oba rodiče souhlas k osvojení dítěte, po uplynutí tříměsíční lhůty se automaticky pozastavuje výkon jejich práv a povinností, které z rodičovské odpovědnosti vyplývají, což má za následek nutnost jmenování veřejného poručníka. Poručníka však nelze dítěti ustanovit tehdy, jestliže si jeho matka zažádala o utajení své totožnosti v souvislosti s porodem, v takovém případě není známo pouze jméno matky, ale dítě vlastní matku má – poručník se tedy nejmenuje.
Poručník je jmenován vždy soudem, a to přednostně z řad příbuzných či jiných osob blízkých, ledaže rodiče preferují někoho jiného a není-li jejich doporučení (v závěti, učiněné ústně apod.) v rozporu se zájmy dítěte. Věcně příslušným poručenským soudem je okresní soud, který rozhoduje rozsudkem, účastníky řízení, jež lze zahájit i bez návrhu, např. z podnětu státního orgánu, jsou nezletilé dítě, zastoupené kolizním opatrovníkem, jeho rodiče a osoba, která má být jmenována poručníkem. Před jmenováním vhodné osoby vykonává poručenství jako veřejný poručník orgán sociálně-právní ochrany dětí, konkrétně obecní úřad obce s rozšířenou působností (tato situace nastane i v momentě, kdy řádný poručník zemře, ztratí schopnost nebo způsobilost vykonávat poručenství, je z funkce odvolán nebo funkce zproštěn). Poručníkem může být pouze plně svéprávná osoba, která způsobem svého života zaručuje, že je schopna danou funkci vykonávat řádně a v zájmu dítěte. Může jít i o dvě osoby, zpravidla manžele. Poručenství je již dobrovolné; odmítne-li daná osoba jmenování, jmenuje soud jinou vhodnou osobu. Nepodaří-li se žádnou vhodnou osobu najít, nebo jestliže všechny jmenování odmítnou, je jmenován orgán sociálně-právní ochrany dětí, ovšem již jako řádný „osobní“ poručník. Funkce se řádný poručník ujímá hned dnem jmenování (právní mocí rozsudku o jmenování). V souladu se zájmy dítěte a po schválení soudu může být z osob poručenci blízkých zvolena i poručenská rada, která na poručníka dohlíží a která musí některé důležité záležitosti poručenství předem odsouhlasit.

## Povinnosti a práva poručníka
Na rozdíl od opatrovníka, kterému je svěřen výkon jen těch práv a povinností za rodiče, ve kterých hrozí střet zájmů mezi dítětem a rodičem, poručník je přebírá všechny, protože má poručence nejen zastupovat a spravovat jeho majetek, ale také vychovávat a pečovat o jeho vzdělání. Nemá pouze vyživovací povinnost, která zůstává rodičům. Výjimečně ovšem může soud okruh práv a povinností poručníka vymezit jinak. Poručník nemusí o dítě pečovat přímo osobně, ale pokud koná tak, jako by mu bylo dítě trvale svěřeno do péče, má nárok na hmotné zabezpečení stejně jako pěstoun a také např. nárok na mateřskou a rodičovskou dovolenou. Spravuje-li jmění poručence, může mu soud přiznat odměnu z výnosů, jinak ale jde o funkci bezplatnou (čestnou). Mezi poručníkem a poručencem je zákonem zakázáno uzavření manželství, pokud by k tomu přesto došlo, může je soud prohlásit za neplatné.
Veřejný zájem na ochraně práv poručence se kromě samotného institutu poručenství projevuje v tom, že poručník mimo poručenské rady, je-li ovšem zřízena, vždy podléhá pravidelnému dohledu ze strany poručenského soudu, který jej také může z této funkce odvolat, porušuje-li své povinnosti. Do 90 dnů po svém jmenování musí předložit soudu soupis jmění dítěte (tuto lhůtu však může soud prodloužit, avšak ne více než o šedesát dnů). Nejméně jednou ročně mu podává zprávy o osobě dítěte a o jeho vývoji a také mu překládá účty ze správy jmění dítěte. Při správě jmění musí postupovat s péčí řádného hospodáře a odpovídá za případnou škodu. Každé jeho rozhodnutí o podstatných záležitostech týkajících se poručence (otázky vzdělávání, volby povolání, změny jména, příjmení či občanství, závažné lékařské zákroky, souhlas s osvojením nebo nemalého majetkového významu minimálně ve smyslu § 898 občanského zákoníku apod.) navíc potřebuje soudní schválení, a to i v případě veřejného poručníka, nedojde-li k tomu, k takovému zdánlivému právnímu jednání se nepřihlíží. Soud nicméně může poručníka zprostit povinnosti podávat podrobné vyúčtování ohledně spravovaného jmění a majetku dítěte, pokud výnosy majetku nepřesahují pravděpodobné náklady na zachování majetku a na výživu a výchovu dítěte. Jestliže je pak správa jmění dítěte zcela nad možnosti poručníka, jmenuje soud jen pro tyto záležitosti zvláštního opatrovníka.

## Zánik poručenství
Poručenství zaniká kromě smrti poručníka, osvojení nebo nabytí svéprávnosti dítěte ve dvou případech. Prvním je okamžik, kdy alespoň jeden z rodičů dítěte opětovně nabude v plném rozsahu svou rodičovskou odpovědnost (ať již rozhodnutím soudu nebo získáním svéprávnosti), příp. kdy je určeno mateřství či otcovství k nalezenému dítěti. Druhým případem je rozhodnutí poručenského soudu o zproštění funkce poručníka na jeho výslovnou žádost nebo o jeho odvolání, např. na návrh poručenské rady, rozhodnout tak může však i bez návrhu, dozví-li se, že poručník porušuje své povinnosti či nastanou-li jiné skutečnosti, které jeho odvolání odůvodní (např. omezení ve svéprávnosti, příliš vysoký věk či nepříznivý zdravotní stav, ztráta bezúhonnosti nebo jiná změna způsobu života, která už nezaručuje řádný výkon funkce). Vyhovět žádosti poručníka lze ale jen z důležitých důvodů a v zájmu nezletilého. Účastníky soudního řízení jsou poručenec, poručník a také rodič, má-li plnou rodičovskou odpovědnost, rozhoduje se opět rozsudkem. Po skončení výkonu funkce předá bývalý poručník bez zbytečného odkladu soudu vše, co měl na základě této funkce u sebe, a zároveň mu předloží závěrečnou zprávu včetně závěrečného účtu.

## Poručenství a ostatní formy náhradní rodinné péče

### Osvojení
Základním rozdílem od poručenství u osvojení neboli adopce je, že v tomto případě manželé nebo jednotlivci přijímají dítě zcela za vlastní, vzniká mezi nimi příbuzenský vztah. Mají proto vůči němu všechna práva a povinnosti, jako by to byli jeho biologičtí rodiče (rodičovská odpovědnost). Týká se to tedy i veškerých výdajů spojených s výchovou a péčí dítěte a včetně vyživovací povinnosti, kterou poručník jinak plnit nemusí. Dítě také přijímá příjmení svých nových rodičů. Před rozhodnutím soudu pak musí uplynout alespoň tři měsíce, během niž zájemce pečuje o dítě na své náklady (preadopční péče). Obdobné s poručenstvím sice je, že osvojení nezletilého musí být v souladu s jeho zájmy a blahem, ovšem předpokladem pro adopci je takový vztah mezi osvojitelem a osvojencem, který je stejný nebo podobný jako mezi rodičem a dítětem, resp. měly by být dány alespoň základy takového vztahu.

### Pěstounská péče
Pěstounství je další formou náhradní rodinné péče. Do úvahy přichází až v případě, kdy dítěti nelze zajistit péči poručníkem, přesto pěstoun musí také skýtat záruky řádné péče o dítě. Rodiče i nadále vůči dítěti plní povinnosti a práva vyplývající z jejich rodičovské odpovědnosti, s výjimkou těch, které soud svěří pěstounovi. Mají k dítěti stále vyživovací povinnost a dítěti také zůstává příjmení rodičů. Na rozdíl od poručníka však pěstoun musí vždy o dítě osobně pečovat, to je podstatou pěstounství. K jeho povinnostem patří udržovat, rozvíjet a prohlubovat vztah mezi rodiči a dítětem. Pěstoun musí umožnit styk rodičů s dítětem a jeho povinností je také informovat rodiče o jakýchkoliv důležitých rozhodnutích a podstatných záležitostech. Pěstounská péče je financována ze strany státu tak, aby byl její výkon v souladu se zájmy dítěte, pěstounům náleží různé dávky a má jim být také zajišťována odborná pomoc. Od 1. června 2006 existuje navíc forma pěstounské péče na přechodnou dobu, ta však může v zásadě trvat nejdéle 1 rok a pěstounem se může stát pouze člověk, který je veden v evidenci vhodných osob k výkonu pěstounské péče na přechodnou dobu.

### Ústavní péče
Ústavní výchova je výchovným opatřením v případě, že je výchova dítěte, jeho tělesný, rozumový či duševní stav anebo jeho řádný vývoj vážně ohrožen či narušen a nápravu nelze zajistit jinak. Do ústavní péče je dítě svěřeno buď samotnými rodiči anebo na základě nařízení soudu. Zvláštním druhem takových zařízení jsou zařízení pro děti vyžadující okamžitou pomoc (dětská centra, Klokánky apod.). S ústavní péčí souvisí i hostitelská péče, která spočívá v tom, že je dítěti povolen dočasný pobyt mimo ústavní zařízení. Jde ale o krajní možnost péče o dítě, proto má před ústavní výchovou vždy přednost jiná forma náhradní rodinné péče a soud je povinen prozkoumat, zda dítě nelze svěřit do péče fyzické osoby.